# Familleureux
Familleureux is een dorp in de Belgische provincie Henegouwen, en een deelgemeente van de Waalse gemeente Seneffe. Familleureux was een zelfstandige gemeente, tot die bij de gemeentelijke herindeling van 1977 toegevoegd werd aan de gemeente Seneffe.

## Bezienswaardigheden
- De Sint-Bartholomeüskerk (Église Saint-Barthélemy) heeft een 13e-eeuws romaans koor met vlakke afsluiting. Het schip en de zijbeuken zijn 16e-eeuws en de kerk werd in westelijke richting verlengd in 1876-1877 in neogotische stijl. In 1902 werd de kerk door brand getroffen en daarna gerestaureerd.
- Het Kasteel van Familleureux staat op de plaats waar zeker vanaf de 12e eeuw de zetel der heerlijkheid was. In 1759 werd een nieuw kasteel gebouwd. Dit werd later gemoderniseerd. Het wordt omringd door een 1 ha groot park.

## Natuur en landschap
Familleureux ligt bij het Centrumkanaal en ligt nabij snelwegen en een spoorlijn. De hoogte aan de kerk bedraagt 121 meter.

## Demografische ontwikkeling
- Bronnen:NIS, Opm:1831 tot en met 1970=volkstellingen

## Nabijgelegen kernen
Marche-lez-Écaussinnes, Besonrieux, Bois d'Haine, Seneffe